# Dave Wasson
Dave Wasson (ur. 1 września 1968) – amerykański producent telewizyjny, reżyser, scenarzysta i animator.
Jest twórcą serialu Strażnicy czasu. Brał udział w tworzeniu seriali telewizyjnych Disneya, pod względem produkcji, scenariusza bądź reżyserii, m.in. Star Butterfly kontra siły zła oraz odcinków Myszki Miki (2013).
Jest absolwentem California Institute of the Arts.